# Toshiki Chino
Toshiki Chino (千野 俊樹 Chino Toshiki?, nacido el 19 de julio de 1985 en Yamanashi) es un exfutbolista japonés. Jugaba de centrocampista y su último club fue el Blaublitz Akita de Japón.

## Trayectoria

### Clubes
| Club            | País  | Año         |
| --------------- | ----- | ----------- |
| Ventforet Kofu  | Japón | 2004 - 2006 |
| Blaublitz Akita | Japón | 2006 - 2011 |